# Rouwen Hennings
Pour les articles homonymes, voir Hennings.
Rouwen Hennings est un footballeur allemand, né le 28 août 1987 à Bad Oldesloe en Allemagne.

## Biographie
Le 14 août 2015, il s'engage pour trois ans à Burnley.

## Carrière

### International
Hennings a été international allemand espoir entre 2006 et 2009, inscrivant 13 buts en 20 sélections.

### Clubs
| Saison    | Club          | Pays         | Championnat        | Coupes nationales | Coupes continentales |
| --------- | ------------- | ------------ | ------------------ | ----------------- | -------------------- |
| 2006-2007 | Hambourg SV   | Bundesliga   | -                  | -                 | -                    |
| 2007-2008 | VfL Osnabrück | 2.Bundesliga | 29 matchs / 2 buts | -                 | -                    |
| 2008-2009 | Sankt Pauli   | 2.Bundesliga | 21 matchs / 2 buts | 1 match           | -                    |
| 2009-2010 | Sankt Pauli   | 2.Bundesliga | 29 matchs / 9 buts | 2 matchs          | -                    |
| 2010-2011 | Sankt Pauli   | Bundesliga   | 16 matchs / 1 but  | 1 match           | -                    |
| 2011-2012 | Sankt Pauli   | 2.Bundesliga | 7 matchs           | 1 match           | -                    |
| 2011-2012 | VfL Osnabrück | 3.Bundesliga | 17 matchs / 5 buts | -                 | -                    |
| 2012-2013 | Karlsruhe SC  | 2.Bundesliga | 35 matchs / 9 buts | 3 matchs          | -                    |

Dernière mise à jour le 29 juillet 2013

## Palmarès
- Burnley (1)
  - EFL Championship (1) 
    - Champion : 2016
- Fortuna Dusseldorf (1)
  - 2. Bundesliga (1) :
    - Champion : 2018